# Noroy-le-Bourg
Noroy-le-Bourg é uma comuna francesa na região administrativa de Borgonha-Franco-Condado, no departamento de Alto Sona. Estende-se por uma área de 31,78 km². Em 2010 a comuna tinha 514 habitantes (densidade: 16,2 hab./km²).